# Ruine Rotturm
Die Ruine Rotturm, auch als Rothenthurn bezeichnet, war eine Verteidigungsanlage der ehemaligen Stadtbefestigung im Westen der Stadt Friesach in Kärnten. Sie steht unter Denkmalschutz (Listeneintrag).
Die Befestigung von Friesach wurde im Westen der Stadt nach kriegerischen Auseinandersetzungen erneuert. An der Stelle, von der aus Friesach 1263 durch den böhmischen König Ottokar II. Přemysl erobert worden war, wurden Ende des 13. Jahrhunderts zunächst die Stadtmauer vom Talboden hangaufwärts verlegt und ein vorgeschobener Turm errichtet. Anfang des 14. Jahrhunderts wurde diese neue Befestigung durch weitere Wehrtürme zu einer bollwerkartigen Wehranlage verstärkt und in die neue Stadtmauer eingebunden. Die Gesamtanlage Rotturm hatte vier Wehrtürme mit bezinnten Ringmauern. Diese wurde im 15. Jahrhundert erhöht und mit Schießscharten ausgestattet.
Wie es zur Zerstörung der Anlage kam, ist nicht überliefert, vermutlich wurde sie wie die unterhalb von Rotturm gelegene Heiligblutkirche durch einen Brand beschädigt, im Gegensatz zur Kirche aber nicht wieder aufgebaut. Von der Anlage sind lediglich die Reste von drei Wehrtürmen sowie der Ringmauer erhalten geblieben, der höchste davon ist viergeschoßig.